# Čchen Pchi-sien
Čchen Pchi-sien (čínsky pchin-jinem Chén Pīxiǎn, znaky zjednodušené 陈丕显, tradiční 陳丕顯; 20. března 1916 – 23. srpna 1995) byl čínský komunistický politik, v 50. a 60. letech působil v Ťiang-su a Šanghaji, naposled jako první tajemník šanghajského městského výboru KS Číny (1965–1967). Během kulturní revoluce byl do roku 1975 zadržován v izolaci. Roku 1977 se vrátil do aktivního politického života, poté vedl stranickou organizaci v provincii Chu-pej (1978–1983), byl tajemníkem sekretariátu ústředního výboru KS Číny (1982–1987), tajemníkem politické a právní komise ústředního výboru KS Číny (1983–1985) a prvním místopředsedou stálého výboru Všečínského shromáždění lidových zástupců (1983–1988).

## Život
Čchen Pchi-sien pocházel z okresu Šang-chang v provincii Fu-ťien, kde se narodil roku 1916. Roku 1929 vstoupil do Komunistického svazu mládeže Číny a o dva roky později do Komunistické strany Číny. Na přelomu 20. a 30. let pracoval ve svazu mládeže ve Fu-ťienu, roku 1933 byl přeložen do ústředí svazu v Žuej-ťinu v centrální sovětské oblasti v provincii Ťiang-si. Po zániku sovětské oblasti působil na jihu Ťiangs-i jako komunistický funkcionář při tamních partyzánských oddílech. Začátkem 40. let byl převeden do Ťiang-su, kde se jako stranický tajemník a politický komisař vojenské oblasti v centrálním Ťiang-su podílel na organizaci komunistické Nové 4. armády. Od roku 1946, během dalšího kola občanské války, pokračoval ve stranické práci u Nové 4. armády, resp. později Východočínské polní armády v Ťiang-su, naposledy (od března 1948) jako komisař 4. sboru Východočínské polní armády a současně komisař vojenské oblasti v severním Ťiang-su.
Po založení Čínské lidové republiky roku 1949 byl v letech 1949–1952 komisařem vojenské oblasti jižní Ťiang-su a okresním stranickým tajemníkem tamtéž, řídil obnovu regionu po mnohaletém válčení, podařilo se mu docílit obnovy zemědělské výbory na předválečnou úroveň a zdvojnásobení průmyslové prdukce. Od roku 1952 přešel do Šanghaje jako čtvrtý tajemník šanghajského městského výboru KS Číny (1952–1954), současně tajemník východočínského byra ÚV KS Číny, a člen východočínského vojensko-administrativního výboru. V letech 1954–1965 byl tajemníkem šanghajského městského výboru KS Číny a od listopadu 1965 do února 1967 prvním tajemníkem šanghajského městského výboru KS Číny, tedy hlavou šanghajských komunistů. Současně vykonával funkci předsedy šanghajského městského výboru Čínského lidového politického poradního shromáždění (říjen 1958 – únor 1967), roku 1956 byl na VIII. sjezdu KS Číny zvolen kandidátem 8. ústředního výboru a od roku 1961 byl i tajemníkem opětovně zřízeného východočínského byra ÚV KS Číny.
Po vypuknutí kulturní revoluce byl kritizován a začátkem roku 1967 zbaven všech funkcí a úřadů, poté byl držen v izolaci. Propuštěn byl až v důsledku podpory Teng Siao-pchinga roku 1975 a v září 1975 byl zvolen místopředsedou šanghajského revolučního výboru, nicméně k práci ve výboru nebyl připuštěn. V říjnu 1975 dostal souhlas k přejezdu do Pekingu na léčení, a v únoru 1977 se vrátil do politiky jako tajemník jünnanského provinčního výboru KS Číny a místopředseda tamního revolučního výboru. V červenci 1977 byl přeložen do Chu-peje na místo druhého tajemníka provinčního výboru KS Číny a místopředsedy provinčního revolučního výboru. V srpnu téhož roku ho delegáti XI. sjezdu KS Číny zvolili členem 11. ústředního výboru strany. V srpnu 1978 převzal vedení provincie jako první tajemník chupejského provinčního výboru KS Číny (do února 1983) a předseda chupejského revolučního výboru (do ledna 1980). Od ledna 1980 předsedal chupejskému provinčnímu lidovému shromáždění (do dubna 1983).
Na XII. sjezdu KS Číny v září 1982 byl znovuzvolen do ÚV a následně ústředním výborem vybrán jedním z tajemníků sekretariátu ÚV (tajemníkem byl do XIII. sjezdu v listopadu 1987). V sekretariátu se zabýval právními otázkami a legislativou, řídil politickou a právní komisi ÚV (květen 1983 – červen 1985) a vykonával funkci prvního místopředsedy stálého výboru Všečínského shromáždění lidových zástupců (parlamentu, červen 1983 – duben 1988). Na XIII. sjezdu KS Číny v listopadu 1987 již nebyl potvrzen v ústředním výboru, náhradou byl zvolen členem Ústřední poradní komise KS Číny (do XIV. sjezdu roku 1992) a stal se i členem jejího stálého výboru.
Zemřel v Pekingu 23. srpna 1995.